# عبدالحسین آل‌رسول
عبدالحسین آل‌رسول (متولد ۱۳۰۳ – درگذشتهٔ ٧ آبان ١۴٠٠ ) ناشر و مترجم ایرانی بود. او از پایه‌گذاران انتشارات نیل و مدیر انتشارات کتاب زمان بود.

## آثار
- مردی برای تمام فصل‌ها، رابرت بالت، ترجمه عبدالحسین آل رسول، تهران: کتاب زمان، ۱۳۴۹
- چگونه مطالعه کنیم، تا دانشجوی موفقی شویم، اوتیس د. فرو، موریس ا. لی؛ ترجمه عبدالحسین آل رسول، تهران: کتاب زمان، ۱۳۵۱
- ک‍ت‍اب زم‍ان: وی‍ژه ن‍ی‍چ‍ه، زی‍رن‍ظر ع‍ب‍دال‍ح‍س‍ی‍ن آل‌رس‍ول
- کتاب زم‍ان: وی‍ژه ه‍ای‍ن‍ری‍ش ب‍ل، زی‍رن‍ظر ع‍ب‍دال‍ح‍س‍ی‍ن آل‌رس‍ول
- ک‍ت‍اب زم‍ان: وی‍ژه ی‍اش‍ار ک‍م‍ال، زی‍رن‍ظر ع‍ب‍دال‍ح‍س‍ی‍ن آل‌رس‍ول
- ک‍ت‍اب زم‍ان: وی‍ژه ژان پ‍ل س‍ارت‍ر، زی‍رن‍ظر ع‍ب‍دال‍ح‍س‍ی‍ن آل‌رس‍ول
- ک‍ت‍اب زم‍ان: وی‍ژه ج‍وزف ک‍ن‍راد، زی‍رن‍ظر ع‍ب‍دال‍ح‍س‍ی‍ن آل‌رس‍ول
- ک‍ت‍اب زم‍ان: وی‍ژه رای‍ن‍ر م‍اری‍ا ری‍ل‍ک‍ه، ب‍ه‌ک‍وش‍ش ع‍ل‍ی ع‍ب‍دال‍ه‍ی، زی‍رن‍ظر ع‍ب‍دال‍ح‍س‍ی‍ن آل‌رس‍ول
- کتاب زمان: ویژه ایوان تور گنیف، به کوشش کامران جمالی، زیرنظر عبدالحسین آل رسول.